# Jay Reatard
Jay Reatard, pseudonimo di Jimmy Lee Lindsey Jr. (Memphis, 1º maggio 1980 – Memphis, 13 gennaio 2010), è stato un musicista statunitense.
Cantante, chitarrista e prolifico compositore, nella sua breve carriera artistica Reatard ha pubblicato più di 100 dischi, oltre che come solista, anche come componente di diverse band, tra cui The Reatards e Lost Sounds.
Il 13 gennaio del 2010 venne ritrovato morto nella sua abitazione di Memphis, ufficialmente deceduto per un mix letale di cocaina e alcool.

## Biografia

### 1998-2001: The Reatards
La sua carriera musicale era iniziata già a 15 anni quando, un suo demo autoprodotto e poi inviato all'etichetta discografica indipendente Goner Records, arrivò nelle mani del chitarrista degli Oblivians e proprietario della label, Eric Friedl il quale, decise quindi di metterlo sotto contratto.
La prima uscita, a nome The Reatards, fu il singolo Get Real Stupid, pubblicato nel 1998 e interamente suonato dal solo Lindsey (che da allora assunse lo pseudonimo di Jay Reatard) che si alterna come chitarrista, cantante e percussionista (percuotendo un secchio).
Nello stesso anno uscì anche il suo primo album, intitolato Teenage Hate, che vide per la prima volta Reatard accompagnato da una vera e propria band con il bassista Steve Albundy e il batterista Elvis Wong che lo supporteranno anche nel suo successivo tour europeo del 1998. Con il progetto The Reatards, Reatard pubblicherà poi altri sette singoli e quattro album, Grown Up Fucked Up nel 1999, Live e Bedroom Disasters nel 2004 e Not Fucked Enough nel 2005.
In tutta la sua breve ma intensa carriera musicale, Reatard fu un prolifico autore, spesso in qualità di componente di due o più gruppi contemporaneamente. Tra i tanti progetti ci furono i Bad Times, band che comprendeva Eric Friedl e King Louie Bankston e con cui registrò un album omonimo nel 2001 prima di sciogliersi dopo una sola performance live, a cui seguono tante altre collaborazioni e progetti paralleli, tra cui i Final Solutions, gli Angry Angles, i Terror Visions, i Nervous Patterns e i Destruction Unit.

### 2001-2005: Lost Sounds
Nel 2001, assieme alla fidanzata Alicja Trout (synth, chitarra e voce) e al batterista Rich Crook formò i Lost Sounds, un progetto parallelo alla sua attività come The Reatards che però, in seguito, diventerà la sua band principale.
Con loro pubblicherà una serie di singoli e quattro album: Memphis Is Dead e Black-Wave nel 2001, Rats Brains & Microchips nel 2002 e Lost Sounds nel 2004. Nonostante l'entusiasmo di Reatard per la band ("è stata la cosa più divertente di qualsiasi altra cosa io abbia mai fatto" disse il musicista), i Lost Sounds si sciolsero dopo una breve carriera nel 2005.
Nel 2004, assieme alla sua ex-fidanzata Alix Brown, diede vita alla Shattered Records, una etichetta discografica indipendente nata per pubblicare principalmente lavori di band lo-fi e punk rock (tra cui: Kajun SS, Jack Oblivian, Tokyo Electron, Terror Visions, Angry Angles, Carbonas e molti altri) editi in vinile e in edizione limitata.

### 2006-2009: Jay Reatard
Nel 2006, con la fine dei suoi progetti principali, The Reatards e Lost Sounds, Jay concentrò la sua attenzione sulla sua carriera solista e, sempre in quello stesso anno, uscì il primo album a nome Jay Reatard, intitolato "Blood Visions", pubblicato dall'etichetta In the Red.
Dopo un lungo tour di supporto all'uscita dell'album, nel 2008 firmò un accordo in esclusiva con la casa discografica Matador Records (scelta perché "sono gli unici che mantengono tutte le promesse fatte"), con cui pubblicò una serie di sei singoli a edizione limitata nel 2008.
Nell'agosto 2009, sempre per Matador Records, pubblicò il suo secondo ed ultimo album, intitolato Watch Me Fall.

### La morte
Jay Reatard venne ritrovato senza vita intorno alle 3:30 del mattino del 13 gennaio 2010 presso la sua nuova abitazione di Midtown, Memphis, che condivideva con un suo conoscente. Apparentemente morto nel sonno, gli investigatori seguirono inizialmente anche la pista dell'omicidio che venne però ben presto abbandonata.
Successivamente, i risultati dell'autopsia rivelarono che la morte sarebbe stata causata da un mix letale di droga e alcool.
Reatard venne sepolto, assieme alla sua chitarra Gibson Flying V, il 17 gennaio del 2010 nel Memorial Park Cemetery di Memphis. La sua tomba è vicina a quella del musicista soul Isaac Hayes.

### Dopo la morte
Dopo la sua morte, vari artisti espressero il loro cordoglio e vollero ricordare Jay. Tra questi i Pixies, divenuti amici di Reatard dopo che il cantante statunitense in passato aveva fatto da spalla ai loro concerti, e Beck, il quale sul proprio sito internet postò la cover di un suo brano, intitolato Modern Guily, eseguita dallo stesso Reatard. Gli Arcade Fire, nel corso della loro tournée del 2010, eseguono la cover di Oh it's such a shame tratta dal primo album di Reatard.
Al momento della sua morte, Reatard stava lavorando a sei canzoni per un nuovo album solista. Nel 2011, la sua etichetta Shattered Records, ha pubblicato (solo per i membri del club della label) un 7″ che include le ultime due canzoni scritte e registrate direttamente in casa sua, due giorni prima di morire: You Get No Love e I Am Growing.
Sempre nel 2011, la Shattered, ha pubblicato Live At Golden Plains, un album dal vivo di 14 brani registrati durante il suo concerto al Victoria Golden Plains Festival, tenutosi in Australia nel 2008. Il disco è uscito in edizione limitata di 500 copie, inviata ai soli soci dello Shattered Records Club e alla famiglia e agli amici di Jay.
Un documentario dal titolo Better Than Something: Jay Reatard è stato completato postumo, pubblicato nel marzo del 2012 e in anteprima al Nashville Film Festival nel mese di aprile 2011. Il film, prodotto dai registi Alex Hammond e Ian Markiewicz, presenta prevalentemente filmati girati con Reatard nel mese di aprile 2009 e video casalinghi con molti dei membri della sua famiglia, oltre che ad immagini di un concerto mai mostrate prima.

## Discografia

### The Reatards
Album in studio
- 1998 - Teenage Hate LP/CD
- 1999 - Grown Up, Fucked Up LP/CD
- 2004 - Live LP
- 2004 - Bedroom Disasters LP/CD
- 2005 - Not Fucked Enough LP/CD

EP
- 1998 - Get Real Stupid 7"
- 1999 - Get Out Of Our Way 7"
- 1999 - Your So Lewd 7"
- 2002 - Untitled 7"
- 2004 - Monster Child 7"
- 2005 - Plastic Surgery 7"
- 2005 - Totally Shattered Euro Tour 7"
- 2006 - I Lie Too 7"

### Con i Lost Sounds
Album in studio
- 2001 - Memphis Is Dead LP/CD
- 2001 - Black-Wave LP/CD
- 2002 - Rats Brains & Microchips LP/CD
- 2004 - Lost Sounds LP/CD

EP
- 1999 - Plastic Skin 7"
- 2001 - 1 + 1 = Nothing 7"/EP
- 2004 - No One Killer 7"/EP (Holy Cobra Society)
- 2004 - Future Touch 12"/EP (In the Red)
- 2008 - Motorcycle Leather Boy 7" (Tic Tac Totally!)

Split
- 2003 - Glued To The Screen/There's Nothing 7" (Con i The Vanishing)

Raccolte
- 2001 - Outtakes & Demos Vol.1 LP/CD
- 2002 - Recent Transmissions: Demos & Outtakes Vol.2 CD
- 2003 - Demos II CD
- 2004 - Demos & Outtakes Vol.2 3x7"
- 2011 - Blac Static LP/CD
- 2012 - The Lost Lost LP

### Con i Bad Times
- 2001 - Bad Times LP

### Con i Final Solutions
Album in studio
- 2003 - Disco Eraser LP/CD
- 2007 - Songs by Solutions LP/CD

EP
- 2002 - Eat Shit 7"
- 2004 - Final Solutions 7"
- 2005 - My Love Is Disappointing 7"
- 2006 - Return To The Motherland 7"
- 2007 - FS/DF 7"

### Con i Nervous Patterns
Album in studio
- 2003 - Nervous Patterns LP/CD

EP
- 2005 - Beautiful Brutal 7"

### Con gli Angry Angles
EP
- 2005 - Crowds 7" (P.Trash)
- 2005 - Things Are Moving 7"
- 2006 - Apparent-Transparent 7"

Split
- 2005 - Totally Shattered Euro Tour 7" (Con i Tokyo Electron)
- 2006 -  In My Room/Ruby Queen 7" (Con i Digital Leather)

### Con i Terror Visions
- 2007 - World of Shit LP/CD
- 2007 - Endless Tunnel EP
- 2008 - Blood in America 7"

### Con i Destruction Unit
- 2004 - Self-Destruction of a Man LP/CD
- 2006 - Death to the Old Flesh LP/CD

### Da solista
Album in studio
- 2006 - Blood Visions LP/CD
- 2009 - Watch Me Fall LP/CD
- 2011 - Live At Golden Plains LP/CD

EP
- 2006 - Hammer I Miss You 7"
- 2007 - Night of Broken Glass 12"
- 2007 - In the Dark 7"
- 2007 - I Know a Place 7"
- 2008 - Blood Demo 7"
- 2008 - See/Saw 7"
- 2008 - Painted Shut 7"
- 2008 - Always Wanting More 7"
- 2008 - Trapped Here 7"
- 2008 - No Time 7"
- 2009 - It Ain't Gonna Save Me 7"
- 2011 - You Get No Love/I Am Growing 7"

Split
- 2007 - Let It All Go/Swollen Vessels 7" (Con i Boston Chinks)
- 2008 - Fluorescent Grey/Oh, It's Such A Shame 7" (Con i Deerhunter)
- 2009 - Hang Them All/No Garage 7" (Con Sonic Youth)
- 2009 - Telephone Network Voltage/Blank Blogs 7" (Con i Thee Oh Sees)

Raccolte
- 2008 - Singles 06-07 LP/CD/DVD
- 2008 - Matador Singles '08 LP/CD